# 阿蒂什
阿蒂什（法語：Attiches，法語發音：[atiʃ]）是法国上法蘭西大區北部省的一个市镇，位于该省中部偏南，属于里尔区。

## 地理
阿蒂什（50°31'21"N, 3°3'40"E）面积6.68 平方千米，位于法国上法蘭西大區北部省，该省份为法国最北部的省份及最长的省份，西北濒北海，西接加来海峡省，南至埃纳省和索姆省，东与比利时接壤。
与阿蒂什接壤的市镇（或旧市镇、城区）包括：阿沃兰、瑟克兰、蒂姆里、图尔米尼、佩韦勒地区蒙斯、拉讷维尔、法朗潘。
阿蒂什的时区为UTC+01:00、UTC+02:00（夏令时）。

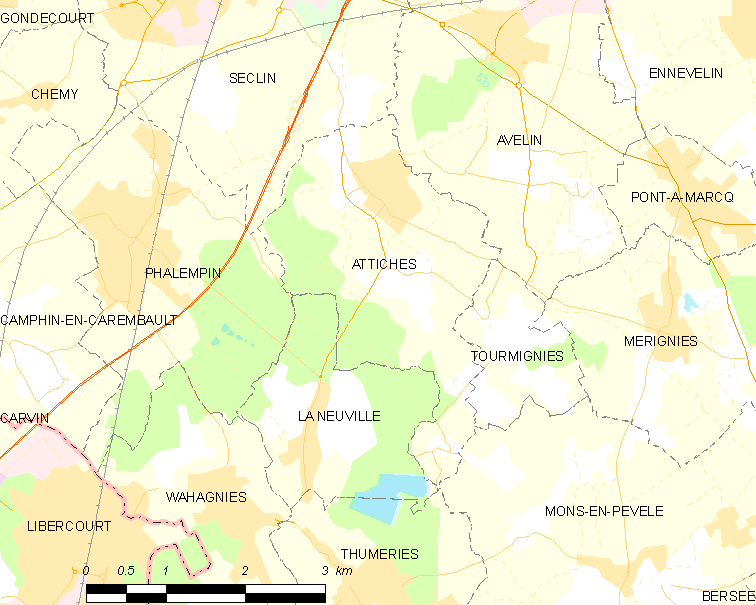
阿蒂什的OSM定位图

## 行政
阿蒂什的邮政编码为59551，INSEE市镇编码为59022。

## 政治
阿蒂什所属的省级选区为佩韦勒地区唐普勒沃县。

## 交通
北部省省道D8线经过境内。

## 人口

1962-2008年间阿蒂什人口变化图示

阿蒂什于2022年1月1日时的人口数量为2241人。